# 7th Carnaby Street
7th Carnaby Street, también conocida en España como McDean Agente Secreto es una serie animada de televisión italo-francesa producida originalmente por REVER y creada y desarrollada por los animadores Marco y Gi Pagot. Fue transmitida originalmente en Canal+ en Francia en 2000, y en Italia en 2001 por Italia 1. En España se emitió por TVE Internacional, doblada desde la versión italiana, y también se emitió en Portugal por RTP

## Capítulos
1. Misión Gordian Park
2. Misión plutonio bajo la nieve
3. Misión Orient Express
4. Misión bajo el sol
5. Misión triple juego
6. Misión faser
7. Misión Tottenham Tower
8. Misión SOS en la embajada
9. Misión extraño cumpleaños
10. Misión hotel Napoleón
11. Misión conjura en familia
12. Misión guardaespaldas
13. Misión agente Celia
14. Misión cita en la Sagrada Familia
15. Misión virus letal
16. Misión orchidea negra